# Simulium taishanense
Simulium taishanense es una especie de insecto del género Simulium, familia Simuliidae, orden Diptera.
Fue descrita científicamente por Sun & Li, 2000.